# Sadayoshi Kobayashi
Sadayoshi Kobayashi (japonès: 小林定義)  (Prefectura de Kanagawa, 14 de febrer de 1905 - 23 de maig de 1997) va ser un jugador d'hoquei sobre herba japonès que va competir durant la dècada de 1930.
El 1932 va prendre part en els Jocs Olímpics de Los Angeles, on va guanyar la medalla de plata com a membre de l'equip japonès en la competició d'hoquei sobre herba.